# Толоши
Толоши (груз. ტოლოში) — село в Грузии, на территории Аспиндзского муниципалитета края (мхаре) Самцхе-Джавахети.

## География
Село находится в южной части Грузии, на левом берегу реки Куры, вблизи места впадения в неё реки Ташли-Кишла, на расстоянии приблизительно 9 километров (по прямой) к югу от посёлка городского типа Аспиндза, административного центра муниципалитета. Абсолютная высота — 1185 метров над уровнем моря.

## Население
По результатам официальной переписи населения 2014 года, в Толоши проживало 440 человек (225 мужчин и 215 женщин). В национальной структуре населения грузины составляли 98,2 %, армяне — 1,8 %.
| Год  | Население, человек |
| ---- | ------------------ |
| 2002 | 596                |
| 2014 | ↘ 440              |

## Достопримечательности
- Церковь Аландзиис[груз.], VIII—IX вв.